# 二宮和香
二宮 和香（にのみや わか、1991年4月19日 - ）は、日本のAV女優。ファンスタープロモーション所属。

## 略歴・人物
2015年9月、SODクリエイトのレーベル"副職AV女優"の専属素人としてデビュー。本職は小学校の音楽教師とされていた。
2016年1月よりE-BODY専属女優となる。E-BODYでは「能美ちなつ（のみ ちなつ）」名義で活動し、元アイドルの人妻との触れ込みだった。
趣味・特技はピアノ・ヴァイオリン演奏。
2023年5月22日週FANZA動画フロアランキングにて、出演した『BAZOOKA 冬の大感謝セール コスパ最強ノーカットベスト爆乳限定2749分』（BAZOOKA）が1位を記録。

## 作品

### アダルトビデオ
- 本職、音楽教師 二宮和香 AV Debut（9月10日、SODクリエイト）
- 現役小学校教師、二宮和香が ガチンコ童貞君のオチ○チンを優しく筆おろし、し・て・あ・げ・る♡（10月8日、SODクリエイト）
- 現役小学校教師 二宮和香 人生初の中出し解禁（11月12日、SODクリエイト）

- E-BODY専属デビュー 奥様は元芸能人! アイドルとしてはあまりにセクシーBODYだったため売れず引退、そして結婚…。AV業界で復活を果たしたスリム＆グラマーGカップ人妻!（1月13日、E-BODY）※「能美ちなつ」名義
- 絶頂81回!! 元アイドル妻の激イキ!初体験セックス（2月13日、E-BODY）※「能美ちなつ」名義
- 完全ガチ交渉! 噂の、素人激カワ看板娘を狙え! vol.35 in新宿区（4月20日、プレステージ）
- 一般男女モニタリングAV 社員研修で箱根温泉を訪れた職場の同僚同士が仕事仲間のいる男湯で過激な密着泡洗体に挑戦! 2 部下の柔らか巨乳で全身を洗われて上司のち○ぽはたまらずギン勃ち! 仕事仲間の目の前にも関わらず公開SEXをしてしまうのか!?（4月21日、DEEP'S）
- 旅行先の温泉旅館で旦那に頼まれて男を誘惑させられギンギンに勃った他人棒でイかされまくった貞淑妻 2（5月1日、DOC）
- 経験豊富な優しい素人人妻が最高の童貞筆おろし 5（5月12日、アイエナジー）
- 素人人妻不倫ナンパ IN大阪 奥さんの自宅にお邪魔して旦那のいない間に寝取りセックスしちゃいました!!（5月13日、S級素人）
- 素人なし崩しナンパ! とりあえずヤレるところまでやって勢いでチ●ポがズボリッ!! 入学したての女子大生の皆さん 仕送り代わりの謝礼金払いますSP（5月13日、S級素人）
- 素人ナンパ 地方から上京してきたばかりの体育大女子学生限定 「あなたの自慢の運動能力計測させて下さい。」 どさくさにまぎれて身体いじって密着してたらアスリート女子が発情してSEXできちゃった 4時間SP!!（5月13日、S級素人）
- マンションの隣の部屋に住む性欲過剰の肉食巨乳人妻は馬乗りになって地方から引っ越してきたばかりのウブな上京大学生のボクをむさぼり喰う!!（5月13日、SCOOP）
- 寝取らせ 12（5月20日、DOC）
- 媚薬付きデカバイブを固定放置され、旦那に見られているとも知らずに他人棒でイカされまくる美人ガンギマリ妻（6月1日、DOC）
- 生本番一発着床! 「もっと私を虐めて下さい…」 F-cupウルトラくびれボディのマゾ巨乳妻に大量生中出し!!（6月7日、ヴィーナス）※「立原みずき」名義
- 母親は混浴風呂で久しぶりの他人棒に興奮… さらに母親の不貞姿に興奮した純朴娘も我慢出来ずに親子同時3Pセックス!（6月10日、DOC）
- ○袋人妻ヘルスの新人研修に密着! 素股講習中にご無沙汰マ○コが擦れすぎて気持ちよくなってしまった奥様たちは入れちゃダメなんですよねといいつつ他人棒の膣内初挿入を拒めない!! 2（6月10日、SCOOP）
- お金の為だと割り切って友達だけどSEXして下さい!! 7（6月21日、DOC）
- 副職AV女優 誕生1周年記念作品集 本職を持つ12名の一般女性が、副職でAV女優になる瞬間 恥じらい満載の厳選したデビューSEX+蔵出し未公開SEX&エロシーン 8時間2枚組（6月23日、SODクリエイト）
- 夫の上司に犯されながら何度もイキ狂った私（7月1日、ヴィーナス）※「立原みずき」名義
- 巨乳人妻 自宅不倫お風呂セックス（7月8日、S級素人）
- E-BODY専属 くびれ美巨乳人妻Ｗ 中村推菜 能美ちなつ 全作全コーナー 2人分! コンプリート BEST8時間（7月13日、E-BODY）※総集編、「能美ちなつ」名義
- 一般男女モニタリングAV 3才から英才教育を受け名門音楽学校に通う女子音大生がSEXしながら最後までクラシックの名曲を演奏できたら100万円! 演奏中のお嬢様マ○コにデカチン激ピストン! 現役音大生は初めて経験する連続絶頂の快感に耐え完奏できるのか!?（7月21日、DEEP'S）
- 押せばデキる巨乳妻が働く回春性交マッサージ 〜中出しSEX隠し撮り〜（7月22日、DOC）
- 募集ちゃんTV × PRESTIGE PREMIUM 01（8月5日、プレステージ）
- 素人ナンパ GET!! No.182 京都ナンパ炎上編（8月7日、桃太郎映像出版）
- 子作りに悩む巨乳の義母が息子の勃起チ○ポを見て愛液ジワリ! あまりのたくましさに理性保てず旦那には絶対内緒の馬乗り逆夜這い! 母性溢れるおっぱいを揺らしながら悶絶イキ! 妊娠するまで何度も中出し!（9月9日、V&R PRODUCE）
- Night Safari 4 快感にうねる、躰の曲線美。 現役小学校教師 二宮和香（9月16日、プレステージ）
- クギづけ! 目が奪われる瞬間 スポーツジム編 ジムで偶然見かけたラッキースケベ! この後まさかの神・展・開!!!!（9月16日、MAGIC）
- MASOTRONIX 03 二宮和香 椿ゆい（9月30日、MAD）
- 巨乳OL限定! おっぱいスケスケ媚薬レントゲン検査（10月6日、ROCKET）
- Breaking Acme 〜偽密偵残酷イキ地獄 ACT7〜（10月13日、Baby Entertainment）
- 片手間、半分無視でエッチなことをする 妄想新シリーズ やっつけセックス 〜SEXまったくヤル気ない女とヤル気マンマンの男〜（10月20日、ROCKET）
- ラグジュTV × PRESTIGE SELECTION 14（10月21日、プレステージ）※「中川遥」名義
- 新パックリまんこアップ 10 （10月21日、サルトル映像出版）
- 東日本○○電鉄の巨乳女鉄道員さん 現役美人駅員がAVデビュー（10月23日、KIプランニング）※「まい」名義
- 乳妻の恵体（10月25日、豊彦）※「黒川千鶴」名義
- オフィス レ・Zu・ビアン 社内のマドンナ二人はレズビアン 二宮和香 蓮実クレア（11月1日、U&K）
- 巨乳水着ギャルばかりを狙う 海の家ナンパエステ 6（11月1日、変態紳士倶楽部）
- 部屋を覗くと欲求不満な姉がこっそりパイズリ練習中! 柔らかな巨乳を初めて見た弟が我慢できず禁断の近親相姦SEX! 大きな乳を激揺れさせるほどの鬼ピストンでイキまくり!（11月11日、V&R PRODUCE）
- 媚薬自慰キメ狂いオーガズム!! VOL5（11月13日、Baby Entertainment）
- 『どのオッパイが一番好き??』 突然出来た6人の義理のお姉ちゃんはとにかく巨乳でとにかくスケベ!!普段から胸元が空いて谷間全開の服を着てるしパンチラもしまくりで当然勃起!!勃起がバレたらもう大変!!その日からお姉ちゃんたちがボクを男として認識してしまい他のお姉ちゃんたちにバレないように我先にとボクを喰いまくって、どこまでも追いかけてやってくるんです!しかも何度も中出しさせられて妊娠しないか心配です!!（11月19日、Hunter）
- あなたの身体はわたしのモノ。 言われなくてもわかるよね?（11月25日、M男パラダイス）
- 私を夜這いしたのは誰…?（12月25日、マドンナ）
- ヤレる人妻回春マッサージ12 〜中出し交渉盗撮〜（12月7日、変態紳士倶楽部）
- 親の再婚で同年代の娘2人と一緒に住む事になったボク。家が狭い為に同じ部屋で寝ているとデカチン目当てに夜這いされ何度も求めてくる絶倫姉妹（12月8日、変態紳士倶楽部）
- コタツの中でひっそり奥さんのマ○コに触れると糸を引くほど溢れ出す愛液! ご無沙汰過ぎて旦那が隣に居るにも関わらず何度も悶絶絶頂!（12月9日、V&R PRODUCE）
- この奥さんの詳細わかりますか? 港区在住、大学卒業から2カ月でいきなり社長夫人のスピード玉の輿美人妻と練馬区在住、普段は清楚なピアノ講師のFカップ隠れ巨乳妻がまさかの発情!（12月25日、ビッグモーカル）

- 縛れないカラダ（1月13日、BALTAN）
- 隠れて兄嫁を寝取った結果…興奮した兄嫁がおかわりセックスを求め強制的に中出しさせられた!（2月10日、プレステージ）
- 淫語女子アナ 10 清楚系ギャップ美女アナSP チ○ポ、マ○コをカメラ目線で連呼する超真面目なニュース番組 二宮和香 姫川ゆうな 星あんず（2月16日、ROCKET）
- 銀粉奴隷演奏家（2月19日、ゴールドバグ/妄想族）
- 落ちた花嫁 婚約者を裏切り使用人に調教される上流家庭のお嬢様（2月25日、h.m.p DORAMA）
- ワタシ…むっつり変態妻だからいつも撮ってます。（3月10日、タカラ映像/第一放送）
- マジックミラー号 爆乳人妻緊縛寝取り温泉ナンパ 旦那の目の前で初めての緊縛体験、思わずチ○コを受け入れてしまうほどよがり狂う!（3月18日、SODクリエイト）
- 厳しい母とその友人がエロすぎたから子作り 二宮和香 蓮実クレア 唯川希 花崎りこ（4月1日、ZUKKON/BAKKON）
- 門限までに帰りたい人妻風俗嬢による「必要以上」のサービスを見てにやにや楽しんだ。（4月1日、ワンズファクトリー）
- もう～まさにアニメ! 解れた糸を引っ張るとみるみる服が短くなっていくwww（4月6日、AKNR）
- 【証言】やっとの思いで会社で一番の美人と結婚しましたが、同僚の男たちに会社内で寝取られました。（4月20日、AKNR）
- くびれボイン新人ソープ嬢（5月1日、MOODYZ）
- 夫の隣で義兄に寝取られた私…（5月1日、プラネットプラス）
- 女医in… 【脅迫スイートルーム】（5月5日、ドリームチケット）
- M男と淫語オフィスレディー（5月19日、OFFICE K'S）
- 陥落! Wアメコミヒロインズ 咲坂花恋 二宮和香（5月26日、GIGA）
- おっぱいインストラクターまるごと全員に種くばり 水野朝陽 笹倉杏 成海さやか 若槻みづな 黒木澪 西条沙羅 桜咲姫莉 二階堂ゆり 彩奈リナ 二宮和香（6月1日、ZUKKON/BAKKON）
- 関西在住の女の子が友達と2人揃ってAV出演（6月1日、AKNR）
- ガチンコ全裸レズバトル 8 波多野結衣 推川ゆうり 碧しの 二宮和香（6月1日、ROCKET）
- 服従女教師悪女の教壇 西田カリナ 二宮和香 よしい美希 水原麗子 青山夏樹 戸田ゆりあ 川崎紀里恵（6月7日、アタッカーズ）
- スケベニットの隣の奥さんの巨乳にガマンできなくなった童貞くん（6月15日、アイエナジー）
- 入寮したら男は僕一人ぼっちだった… 二宮和香 斉藤みゆ 小川桃果 卯水咲流 若槻みづな（6月15日、AKNR）
- W INFERNO - ダブルインフェルノ- 04 斉藤みゆ 二宮和香（7月28日、MAD）
- Hカップの綺麗なお姉さん彩さんは、セクハラされまくりのお料理教室講師（9月13日、AVS collector’s）
- 近親妊姦 ～夫に内緒で義父と妊活情事をくりかえす嫁 II～（9月22日、クリスタル映像）
- 妻の美しいボディがうばわれた 白く、くびれた、芸術のような妻の肉体が他人の男に…（9月25日、ながえスタイル）
- 午後のねとられメロドラマ それでも私はねとられない… ～冷笑の強姦魔～（10月25日、JET映像）
- 極縄 第六章（12月20日、バミューダ/妄想族）
- 狂乱ノンストップ同性愛 浜崎真緒 二宮和香 紺野ひかる 橋下まこ（12月25日、セレブの友）
- キレイな同僚の奥さん（12月26日、熟女画報社）

- 女社長のバター犬 関西弁の傲慢女に泣かされる社員達（1月5日、フリーダム）
- 女スパイSTYLISH拷問刑 昭和間諜哀歌（1月7日、シネマジック）
- 女王蹂躙地獄 vol.12 屈辱の極致に哭く超絶性感嬲り 無惨に逝き堕ちる怒りの女王様（1月7日、BabyEntertainment）
- 上品なエロス漂う色白お姉さんの濃密SEX（1月13日、S-Cute）
- イカセ拷問 姦犯（1月26日、REAL）
- レンタル妻 9 私の愛妻にヌードモデルをしてもらいました（2月13日、ながえスタイル）
- 黒人生姦 巨大マラ中出し破壊（2月19日、バミューダ/妄想族）
- 超ド級変態! ゴージャス全裸セレブ妻たちのゴージャス全裸変態ホームパーティー（2月22日、ROCKET）
- 女に説教されて理不尽に怒られても一生懸命謝って筋トレして気合を見せる女（3月9日、REAL）
- 子供が欲しいデカ乳嫁が旦那とのSEXレス解消のためにソープマット購入! マイクロビキニ姿で待ち構え玄関開けるとまさかの旦那の父が! 憧れの巨乳嫁にヌルヌルローションで揉み心地のいいおっぱいを堪能するとフル勃起! 3（3月9日、V&R PRODUCE）
- 普段は真面目な隣のお姉さんは、家の中では全裸生活! 無防備すぎる姿に欲情した僕が堪らず勃起してたら、すんなりSEX! キンタマスッカラカンになるほど連続射精を求められた! 2（3月9日、V&R PRODUCE）
- 媚薬緊縛レイプ 白昼に襲われ好き放題に嬲られる人妻たち…（3月23日、REAL）
- 完全主観 ディルド足コキ罵倒（5月5日、フリーダム）
- 日本緊縛師列伝 第二章 神凪（5月11日、REAL）
- 訪問介護にやってきた優しいホームヘルパーのデカ乳に思わず利用者チ○ポはフル勃起! 責任感じた欲求不満介護士が優しく授乳手コキ! フル勃起が止まらないチ○ポに我慢できず仕事を忘れて馬乗り生挿入! 2（5月11日、V&R PRODUCE）
- 夫が出かけた瞬間に繰り返されるレ○プの日々に私のカラダが快楽を感じ始める時…（5月18日、クリスタル映像）
- 若妻密会 接吻レズビアン 夫は知らない、女同士の至上の快楽 二宮和香 橋下まこ（5月24日、ヒビノ）
- 片想いレズビアン ～ルームシェアで繋がる2人の関係～ 高嶋ゆいか 二宮和香（6月1日、U&K）
- おっぱいに溺れる。Hカップを超える美巨乳お姉さんの愛欲溢れるSEX（6月13日、S-Cute）
- 美人すぎる人妻・寝取られ志願 『今から貴方以外の男に中出しされます』（6月22日、カマタ映像）
- 夢の「巨根サプリ」で人生激変! 負け組→勝ち組大逆転www 短小包茎ED独身58才男はとある巨根サプリを飲んだところフルボッキ18cmチ○ポに! 4 ガールズバーやキャバクラでデカチンを見せたらお持ち帰りできたウソのような本当の話（6月25日、レッド）
- レズビアンに囚われた女潜入捜査官 ～ハッキング事件を巡る情報交錯レズビアン～ 妃月るい 桐嶋りの 二宮和香（7月7日、ビビアン）
- 妄想アイテム究極進化シリーズ 絶対に勃起しちゃう! 普通のビーチがヌーディストビーチに見えるメガネ 優月まりな 澁谷果歩 浜崎真緒 笹倉杏 森はるら 二宮和香 橘メアリー 宇多田あみ 新垣智江（7月12日、ROCKET）
- スレンダーなのに巨乳の人妻が全身くねらせビックンビックン（7月13日、UMANAMI）
- 緊縛隷夫人 淫らな女に美肉調教（7月26日、ビッグモーカル）
- マイクロビキニでドキッ! 巨乳20人! 水泳大会2018（8月9日、ROCKET）
- ノーブラで僕を誘惑する隣に引っ越してきたエッチな巨乳奥さん（9月6日、グローリークエスト）
- ガニ股絶頂手まん熟レズ（9月13日、U&K）
- 男と女の愛欲と情念 心に残る官能的エロ本（10月25日、ながえスタイル）
- 今日も叔母の玩具にされて…（11月19日、プレミアム熟女/エマニエル）

- 淫語で責められながらハメられちゃった僕 6時間（1月18日、OFFICE K'S）
- 細腰美熟女に中出し20人（2月1日、プラネットプラス）
- シネマジック 乳首責め 執拗系コレクション7（2月7日、シネマジック）
- ＜完全主観＞かわいい彼女とラブラブキス体験 2人っきりでねっとりキス手コキ（2月21日、AKNR）
- 狙われている妻他人との痴態（2月26日、熟女画報社）
- 超ガン見フェラ 4 ～イキ顔＋潤んだ瞳でジっと見つめ合い、白濁液尽きるその時までその目を離さない～（3月1日、SEX Agent/妄想族）
- 【衝撃】修羅場NTR 妻と知人のファック現場（3月25日、ながえSTYLE）
- エロ黒系金髪姉さん 三十路を迎えスケベ好き好き色気ムンムン! やらしい…やらしい…あーーーーやらしい!!（4月27日、MERCURY）
- 時間が止まる腕時計を使って僕だけのWAM美術館を作ろう 二宮和香 伊織いずみ 小宮山えまり（5月9日、ROCKET）
- 膣壁が嫉妬するパンストの使い方。～パンストに包まれ、パンストに出す、パンストの新しい在り方～（5月25日、SEX Agent/妄想族）
- 危険日直撃! 子作りする性教育 3!（9月26日、Mr.michiru）
- はだかの訪問介護士 二宮和香（11月1日、プラネットプラス）
- 夫のチ○ポより気持ちいい…! 不倫SEXに溺れる人妻の淫らな欲望と秘密（11月22日、カマタ映像）
- あなたごめんね  私、本当は他人とSEXしたくてたまらない女なの（12月1日、恋する花嫁DX/AV）
- 夫に内緒で借りたお金が返せず犯された美人妻（12月13日、なでしこ）

- 夫が単身赴任でSEXレスな奥さんが配達のお兄さんに夢中な件…（3月20日、STAR PARADISE）
- ふたなりモンスターコック美少女 岬あずさ 桃尻かのん 二宮和香（5月21日、ROCKET）
- 魂吹き込み憑依銃 4 笹倉杏 瀬戸すみれ 二宮和香（5月21日、ROCKET）
- まるまる! 二宮和香（5月29日、Nadeshiko）※単体ベスト
- 人妻デリヘルを呼んだら、まさかのオンナ上司 そのとき、OLデリ嬢の取った行動は（6月20日、STAR PARADISE/DOKI）
- 官能接吻レズビアン あなたの顔を見ただけで私、濡れちゃうんです… 黒崎さく 二宮和香（7月23日、HIBINO）
- 欲求不満な人妻の濃厚じゅっぽりフェラチオ ぐちゅぐちゅオナニー（8月20日、STAR PARADISE）
- しっとり艷やかな髪コキで発射しまくり! 精子まみれに汚れた黒髪! ザーメンが絡みつくロングヘア!（9月1日、ブラックドッグ/妄想族）
- デリヘルで呼んだ娘が、敏感すぎて潮吹いて僕の部屋をビショビショにするので怒ったらヤラせてくれたけど、感じまくりまさかの連続イキ! 更にハメ潮吹きまくって困った! 10（9月24日、アイエナジー）
- ママのリアル性教育（12月3日、グローリークエスト）

- 未亡人レズビアン～夫の愛人をレズ誘惑して…～ 二宮和香 乃木はるか（2月1日、U&K）
- 二宮和香BEST 身体から滲みでるエロさ! 官能的プロポーション（2月25日、ながえスタイル）※単体ベスト
- セーラー服熟女失禁羞恥 二宮和香（4月8日、RADIX）
- ズームイン!! アナル! 超接写とオール尻発射（5月7日、RADIX）
- 糸引き生唾レズ（7月13日、U&K）
- 団地妻 欲求不満な美肉体180分（7月20日、STAR PARADISE）
- 接吻しっぱなし! イキっぱなし! 相性バツグン相思相愛レズビアンのドスケベレズセックス 二宮和香 永原なつき（9月23日、ヒビノ）
- 夫の見ている前で私を犯して! 和香さんのスワッピング記録 二宮和香（10月29日、ディレクターズ）
- 口の中の感触をじっくりと味わう、優しいスロ～フェラチオ（12月1日、OFFICE K’S）

- 素人娘が童貞君の『チ○ポ洗い』アルバイト（1月1日、OFFICE K’S）
- 集団OL美脚責め 働く女の匂い立つ蒸れ足で責められ続けた僕。（2月8日、犬/妄想族）
- 太ももコキからの太ももぶっかけ（2月22日、SEX Agent/妄想族）
- タダマンFile11 わか30歳 都合のよいセフレに精飲と中出しまくった記録（4月12日、ティーチャー/妄想族）
- 全裸聖水飲ませ ～色んなシチュエーション女子のお小水編～（4月12日、犬/妄想族）
- まるまる! 二宮和香 (2)（5月24日、Nadeshiko）※単体ベスト
- 暗黒痴女まとめ 01（6月13日、ティーチャー/妄想族）
- 勃起しちゃったの? カワイイ!! 従姉妹と強制混浴 就活のため従姉妹の家にお世話になったのだけど、僕のチ○ポを狙って、汗かいたでしょ? お風呂でカラダ洗ってあげる!と一緒に入浴! おっぱいマ○コに勃起して喜ばれて挿入された!（7月12日、SWITCH）
- ランジェリーレズビアン ～下着を付けたままのレズセックスでないと濡れない女たち!!～ 二宮和香 杉咲しずか（7月19日、U&K）
- 夫の部下を挑発するド淫乱奥さん! 二宮和香（10月4日、KSB企画/エマニエル）
- わざと誘ってる?! メンズエステでミニスカパンチラ見せつけビン勃ちになったペニスをデカ尻＆股間にグリグリ押し当ててくる欲しがりエステティシャン「お店には内緒ですから」焦らされ過ぎてこっそりハメて鬼ピストンでヤリ狂った（10月6日、SWITCH）
- 不良アネキがドMなメス豚に変わるスイッチ 二宮和香（11月1日、DEEP'S）
- 最愛の夫に裏切られて…。 二宮和香（11月20日、プラネットプラス/七狗留）
- むっちりボディーのエロエロ奥様たちの補正下着の卑猥な染み VOL.2（12月1日、映天）
- スレンダー巨乳のドM妻に変態インストール覚醒ダッチワイフ 竹内恵子（12月13日、AVS collector’s）※「竹内恵子」名義

- ニョキニョキ飛び出る敏感な剥き出しクリ勃起責め!（1月1日、映天）
- ニューハーフレズビアン ～ニューハーフ女将のペニクリ・アナル温泉旅館～ 牧野詩音 二宮和香（4月4日、U&K）
- 常に性交ビキニマッサージ10 10周年記念! Fカップ以上の至極のS級スタイルセラピスト6名×8コーナーで癒されつくす! 4時間半ぜ～んぶ撮り下ろしの豪華版超ロングSP編（5月11日、SODクリエイト）
- 素人へそ撮りコレクション VOL.6（8月1日、映天）
- アタマがおかしくなるまで焦らした後の濃厚ザーメンを孕ませ中出しさせる逆種付けM男調教 二宮和香（9月12日、BALTAN）
- むっちりスケベ尻で義父や義兄を近親不倫に誘うイケナイ嫁（9月21日、SWITCH）
- 「一緒にお風呂入ろ!」 大人に成長した従姉妹の無防備ボインと混浴! フル勃起チ〇ポを洗うふりして握りしめマ〇コにお出迎え～♡（10月26日、SWITCH）
- 完全プライベート映像 ありえへん肉体の美乳美白美女・二宮和香ちゃんと初めての二人きりお泊まり（12月5日、パコパコ団とゆかいな仲間たち/妄想族）
- ドラレコNTR 31 車載カメラは見ていた ねとられの一部始終を（12月12日、JET映像）
- 近所に住む性欲の強すぎる人妻達。階段パンチラで若いチ●ポを誘い玄関に入るとネットリ接吻、旦那の目を盗み台所や風呂場で… 不倫SEXでしか燃えない奥様たちの性態（12月21日、SWITCH）

- 童貞君の「チンポを洗う」「センズリを見る」だけのアルバイトにやってきた素人のお姉さん◇ 思わず勃起してしまったチンポに興奮したのか色んなエッチなサービス◇してくれました（＾▽＾）/ 5時間スペシャル（1月1日、OFFICE K’S）
- グラマー仮面 絶対捕獲作戦（1月12日、GIGA）
- おしっこ漏れ漏れ娘たちの我慢の限界!! VOL.4（2月1日、映天）
- 下着買取りサイトで知り合ったわかさんの使用済み下着（2月27日、使用済み下着のパンじみ）
- ありえないカラダの美女と二人きり中出しイチャラブ温泉旅行 二宮和香（6月20日、月刊彼女）
- 至福すぎる!! 二宮和香4時間どちゃしこスペシャル!!（7月9日、BALTAN）※単体ベスト
- 下の立場の女が上の立場の女に挑むシチュエーション 下剋上レズバトル（8月8日、ROCKET）
- ワンダーレディー 従属の雌（8月23日、GIGA）
- 足指舐めさせ手コキ（9月24日、SEX Agent/妄想族）
- 口内発射 & 超攻撃的な接写フェラ（10月1日、MAX-A）
- 好色 美熟女レズビアン ～触れるたび敏感に震える熟女の肉欲～ 二宮和香 愛澤らな（11月5日、U&K）
- 超攻撃的なパンスト接写 & 足コキオナニー（11月5日、MAX-A）
- 友達のママの大人のカラダに誘われて胸チラ & パンチラでビンビンになったおチ〇ポにエッチな性教育されちゃった（12月12日、SWITCH）
- ブーツの美魔女とナマ交尾 即ズボチ〇ポの快感に美貌が蕩ける… わかさん33歳（12月17日、有閑ミセス/エマニエル）

- レズ回春エステサロン ～美熟女専用秘密エステペニバンコース～（1月21日、U&K）
- 人妻野外緊縛調教（1月28日、ブラックドッグ/妄想族）
- 新撮接写アングル 極-kiwame-中出し騎乗位 腰使いを極めたエロ女子新作150分!（2月4日、MAX-A）
- ブーツのお姉さんにしゃぶってもらいたい! フェラチオ好きのブーツ女子12名（2月18日、有閑ミセス/エマニエル）
- 人妻爆乳快楽露出!! スリルと羞恥心で淫らにイキ狂う野外SEX!（2月20日、hawaii）
- スケベなカラダに成長した従妹と一緒にお風呂! 勃起した僕のチ〇ポを興味津々で握りしめ♡ 家族に内緒で風呂場でヤッちゃった!（2月20日、SWITCH）
- 素人娘のびちゃびちゃ染みパンツオナニー!!（5月6日、うさぎ/妄想族）
- KO引退マッチ 華々しい肉塊引退試合 二宮和香 エリカ（6月12日、トラウマアート）
- 顔で抜く! 超接写ディルドフェラチオ 2（6月24日、SEX Agent/妄想族）
- 顔出しMM号 美人妻限定 ザ・マジックミラー 仲良しママ友対抗! 童貞逆ナンパ射精バトル!! 5 出会ったばかりの年下童貞を人妻が恥じらいながらも手コキ・オナホコキ・フェラ! 筆おろし中出し!!（6月17日、DEEP'S）

### アダルトVR
- フィギュア級美巨乳妹のフェラ奉仕（12月23日、CASANOVA）

- 超高級女体の絶景騎乗位（1月27日、CASANOVA）
- 危険日に義父に中出しされた京都の美人妻（3月1日、アテナ映像）
- 久々だから燃え上がる若妻オナニー（4月7日、フランソワ/CASANOVA）
- 裸エプロンの奥さんにバックで中出し!（4月19日、アテナ映像）
- 巨乳VR! 飢えた女医者と看護婦のチ○ポ奪還戦! 治療のため訪れた病院で精○を絞りとられる! 若槻みづな 二宮和香（12月20日、DORIDORI）

- あっちこっちプルンプルン→葬儀中に秘書をプルプルして困らせているオレ（9月5日、爆脳VR）

- HQ高画質対応 既婚者のみ利用可能な本物人妻風俗（3月8日、CASANOVA）
- ペット目線体験型VR 私の大好きな愛犬チンカス（3月25日、爆脳VR）
- HQ高画質対応 恋人にバレずにセフレと禁断の密会!（4月19日、CASANOVA）
- HQ高画質対応 淫化催眠強制和姦 二名収録特別編（5月31日、CASANOVA）
- 旦那のそばで・・義兄と・・（10月2日、ながえSTYLE）
- 人妻に口説かれた 媚薬を飲ませてフルスロットルになった妻（11月25日、ながえSTYLE）

- 温泉旅館で出会った美巨乳で大人の色気で誘惑してくるシ●タ喰いおねぇさん（3月5日、SODクリエイト）

- 悪徳オイルマッサージ師のオレを逆誘惑してくる性欲エグめの人妻とヤバオイリー性交 二宮和香（1月7日、CASANOVA）
- ドS痴女に淫語とぺ二バンで脳の髄まで犯されたい 二宮和香（1月14日、CASANOVA）

- 常にノーブラ乳首ビンビン状態の巨乳義母に耐え切れず、寝ている父を横目に夜這いしちゃった思春期のボク 二宮和香（8月25日、AQUA）
- ボクの精子は着床率100%! 中出し専門 孕ませ外来（8月28日、SODクリエイト）

- 密着添い寝目線! イチャラブ太ももちんちんぐりぐり!（3月22日、AQUA）
- 出会ったやる気のない女を拘束してM女調教 二宮和香（6月7日、AQUA）

- 眼前のチ●ポから目が離せない女達のセンズリ鑑賞VR 4（5月23日、AQUA）

### アダルト配信限定
- シロウトTV 素人AV体験撮影991 わか 24歳 経理スタッフ（3月4日、シロウトTV）
- ナンパTV ジョギングナンパ 02 in 新宿 わか 24歳 万引きGメン（5月6日、ナンパTV）
- 舞ワイフ No.631 片桐 真里 27歳 T:154 B:85(F65) W:58 H:85（6月1日、舞ワイフ）
- 和香 (dage883)（6月1日、出会い系素人）
- ラグジュTV 363 中川遥 27歳 音楽教師（7月24日、ラグジュTV）
- ラグジュTV 411 中川遥 27歳 音楽教師（9月10日、ラグジュTV）
- わか (htut077)（12月9日、人妻空蝉橋）

- れいなさん (ewdx030)（2月1日、E★人妻DX）
- 舞さん (eqt010)（2月28日、エチケット）
- わか (htut156)（7月14日、人妻空蝉橋）
- わか (kitaike112)（12月8日、北池袋盗撮倶楽部）
- しのさん (ewdx141)（12月15日、E★人妻DX）

- わか (kiray053)（1月6日、S-Cute）
- 百戦錬磨のナンパ師のヤリ部屋で、連れ込みSEX隠し撮り 049（3月29日、ナンパTV）
- 【見せたい願望強】24歳【パーフェクトボディ】わかちゃん参上! お好み焼き屋で働く彼女の応募理由は『前から興味が…』とか言ってますが、脱いでビックリ! スタイル抜群過ぎる絶世の美女! 間違いなく抜群のスタイルを自慢しに来た確信犯! ヤル気満々の彼女は【野生的SEX】が大好き! 言葉を交わさずとも求め合う様は必見! やっぱりカラダ自慢しに来ましたよね? ね?『わかんな?ぃ♪』…そうに決まってる!（4月17日、ARA）
- わか (garea474)（7月21日、G-AREA）
- しのぶさん (ewdx192)（8月10日、E★人妻DX）
- わか (kiray077)（8月11日、S-Cute）
- わか (urutora194)（8月20日、ウルトラの膣）

- 神回! 神回!! 神回!!! … ハリウッドか!って位の世界観!!! 雨のネオン街を颯爽と歩く謎のフルフェイス全身ラバー美女!!! … ブレードランナーか!!! これが激レアなんです!!! そしてこんな格好で外歩く様な女はアッチ(セックス)の方もスゲーに決まってるんです!!! 年初めにこんな〝どエロい〟女見たらもぉ普通のAV見れなくなっちゃうから気をつけて!!!マジ半端ないエロさです!!!：夜の巷を徘徊する〝激レア素人〟!! 11（1月3日、夜の巷を徘徊する激レア素人）
- さやか (opcyn018)（2月23日、おっぱいちゃん）
- さやか 2 (opcyn020)（3月16日、おっぱいちゃん）
- 若宮にの (khy194)（5月15日、恋する花嫁）
- あかね (opai001)（5月30日、おっぱい研究所）
- 海辺ではしゃぐ地元住みのスレンダー巨乳美女のパーフェクトお姉さんナンパ一本釣り!ｗｗｗ 茶髪でチャラそうなのにおとなしめ? 喘ぎ声はデカイんだわｗ グイグイ飲ませて理性崩壊 → フェラ & 口内射精 → 最後までしても一緒でしょ? → 激ピス下品に叫ぶｗｗｗ わか（11月25日、黒船）

- 【裏風俗】美巨乳! 美尻! 美痩身! 世界が震撼する芸術的BODYのヤレる若妻降臨! アラサー風俗嬢がいちばんエロい説は本当だった!? 生チンに酔いしれ乱れ狂う生中出しSEX!! ワカ（3月24日、黒船）
- わか (icrm044)（12月20日、あいすくりーむ）

- イケイケお姉さん #45 わか 長い舌を持つ妖艶美女が密着ソープで精子搾り取り（2月17日、イケイケお姉さん）
- （仮）暗黒024さん (ankk024)（11月25日、暗黒）

- （仮）暗黒痴女002さん (ankc002)（2月25日、暗黒）
- 【極細スレンダー】【Fカップ】真夏のプールで超美ボディ人妻をナンパGET!! 欲求不満みたいでギャラ飲みからの濃厚SEXでガッツリ2中出しご馳走様でしたwww アカリ（7月21日、黒船）
- ミカ (instc488)（9月26日、いんすた）
- ワカ (instc508)（11月28日、いんすた）

- わかちゃん (ko003)（2月2日、エッチな素人）
- マジで欲求不満のエッロい浪速のスケベ妻♪「やりたくてしょうがない」とアスリート並みのキレキレボディ&性欲でヤバ過ぎグラインドw とにかくちんこを欲しがる奥さんです 和佳（4月18日、独占ちゃん）
- 【好評につき再登場!】 また旦那に嘘ついて大阪からはるばる上京&AV出演! レビューのリクエストにもお応えして奇跡のリベンジセックス! 和佳（5月4日、独占ちゃん）

- わかちゃん (anan065)（2月28日、素人あんあん）
- わかちゃん 2 (anan066)（2月28日、素人あんあん）

### 女性向けアダルト作品
- 予約の取れない女性専用裏エステ 絶頂中出しマッサージサロン（2018年7月12日、GIRL'S CH）
- Midnight Egoists（2018年12月6日、SILK LABO）
- C-3探偵事務所 ～あらゆる調査を、愛をこめて、最後まで～ ディレクターズカット版（2019年5月9日、GIRL'S CH）

### イメージビデオ
- 妻美喰い 〜おねだりワイフ〜（2016年9月30日、オルスタックソフト販売）

### デジタル写真集
- Crazy Glamorous 二宮和香（2021年10月2日、プレステージ出版、撮影：C:TAKERU）※【グラビア写真集】と【ヌード写真集】の2種類あり。
- 絶対的「大人」のスーパーナチュラルポーズブック 二宮和香（2022年7月8日、プレステージ出版、撮影：C:TAKERU）
- 絶対的「大人」のセクシーポーズブック 二宮和香（2022年9月23日、プレステージ出版、撮影：C:TAKERU）
- 絶対的「大人」の透け透けテカテカポーズブック 二宮和香（2023年1月6日、プレステージ出版、撮影：C:TAKERU）